# Watsessing
 (août 2025).
Watsessing est une census-designated place située dans le comté d'Essex, dans l’État du New Jersey, aux États-Unis. Lors du recensement de 2020, elle compte 8 078 habitants.